# Osmij
Osmij je kemični element, ki ima v periodnem sistemu simbol Os in atomsko število 76. Osmij je težka, drobljiva modrosiva ali modrikasto črna prehodna kovina iz skupine platine. Med vsemi naravnimi kemijskimi elementi ima največjo gostoto.
Izjemna gostota osmija je posledica lantanoidne kontrakcije. Uporabljajo ga v nekaterih zlitinah s platino in iridijem.  Naravni osmij nastopa kot zlitina v rudi platine; njegov tetroksid so uporabljali za barvanje tkiv in v tehnologiji prstnih odtisov. Osmijeve zlitine uporabljajo za izdelavo konic nalivnih peres, električnih kontaktov in drugih uporabah, kjer je potrebna obstojnost in trdnost.